# Archipel de Socotra
Pour l’article homonyme, voir Socotra.
Pour la subdivision administrative, voir Gouvernorat de Socotra.
L'archipel de Socotra ou archipel de Suqutra, en arabe سقطرة Suquṭrah, est un archipel du Yémen baigné par la mer d'Arabie. Il est situé au sud-est de la péninsule arabique, dans le prolongement de la corne de l'Afrique. Son île principale est Socotra et il constitue un site du patrimoine mondial de l'Unesco depuis 2008 et une réserve de biosphère depuis 2003.

## Géographie

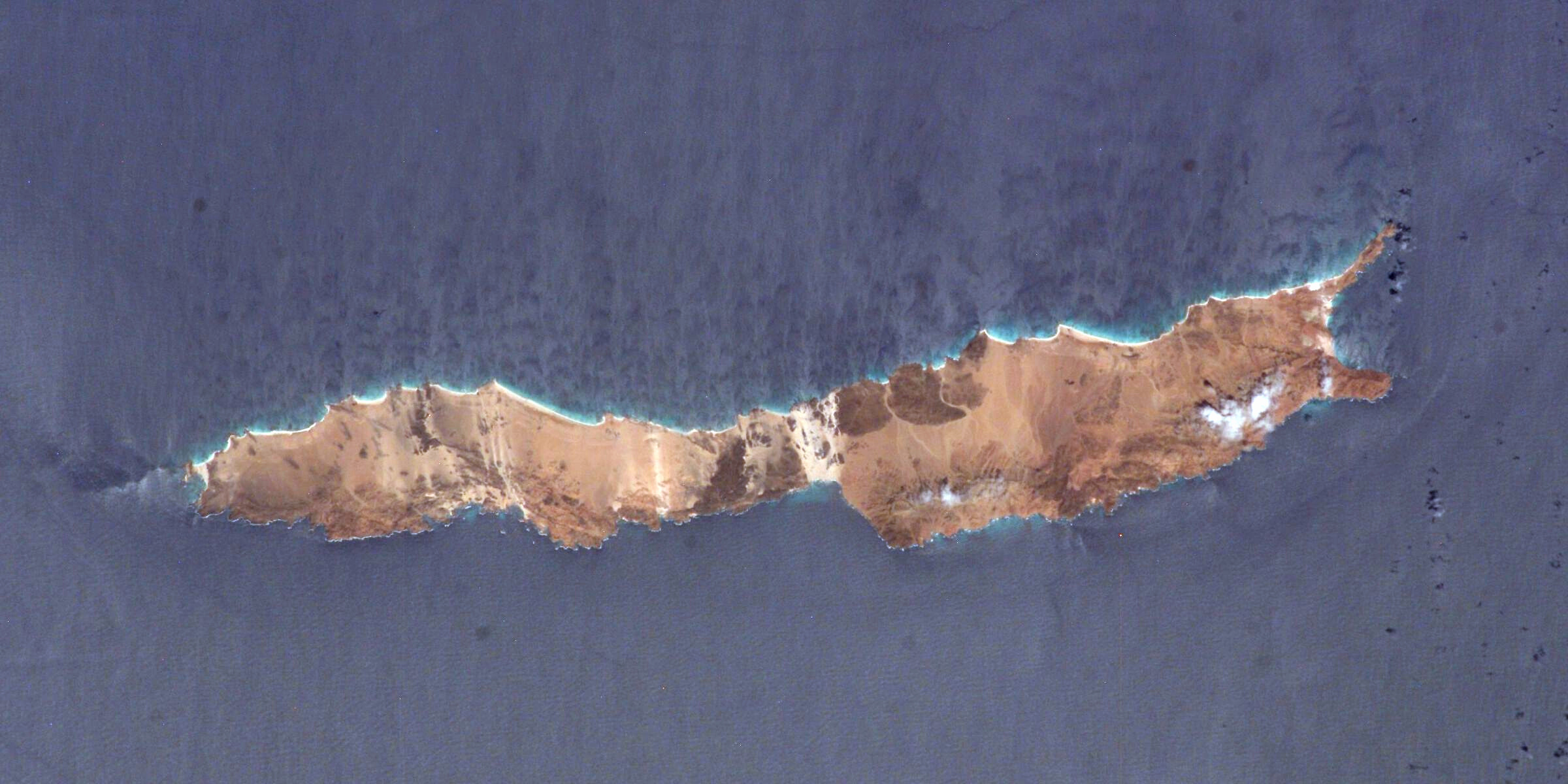
Image satellite d'Abd al Kuri.

L'archipel de Socotra est situé dans l'ouest de la mer d'Arabie, au large des côtes yéménites et dans le prolongement de la corne de l'Afrique. Appartenant au Yémen, il fait partie du gouvernorat de Socotra.
La plus grande île de l'archipel est Socotra. Entre elle et le continent africain s'égrènent d'autres îles plus petites qui sont Abd al Kuri, Darsah, Samhah et les îlots rocheux de Sabuniyah et Ka'l Firawn. Ces îles sont d'origine continentales, détachées de l'Arabie lors de l'ouverture du golfe d'Aden. Une étroite plaine côtière laisse place à un relief élevé composé de hauts plateaux dans l'intérieur des terres.
Le climat y est tropical désertique et semi-aride (Classification de Köppen : BWh et BSh) avec deux moussons de mai à septembre et de novembre à mars. Les précipitations se concentrent sur les reliefs. 
L'archipel est rarement touché par des tempêtes, mais des cyclones peuvent occasionnellement le traverser. 
La faune et la flore de l'archipel est caractérisée par un fort endémisme qui atteint le tiers des espèces de l'archipel. L'espèce emblématique est le dragonnier de Socotra, un arbre en forme de parasol dont la sève est utilisée comme colorant appelé sang-dragon. Cette biodiversité a permis l'inscription de l'archipel de Socotra sur la liste du patrimoine mondial de l'Unesco en 2008.

## Histoire
Au moment de l'islamisation de l'archipel de Socotra en 639, celui-ci constitue un comptoir égypto-byzantin peuplé de chrétiens nestoriens.
L'archipel a ensuite été colonisé par le Portugal de 1506 à 1511 puis par le Royaume-Uni en 1886. Intégré à la République démocratique populaire du Yémen de 1967 à 1990, il fait partie depuis cette date de la République du Yémen. Plus spécifiquement, l'archipel a fait partie du gouvernorat d'Aden de 1967 à 2004 puis du gouvernorat de l'Hadramaout de 2004 à 2013, avant de former un gouvernorat propre.
À partir de 2015, dans le contexte de la guerre civile yéménite, les Émirats arabes unis commencent à administrer de fait l'île de Socotra, construisant de nouvelles infrastructures, des réseaux de télécommunication, demandant aux habitants de signer des contrats de travail avec eux, font leurs propres recensement des populations locales, puis, en 2018, se déploient militairement sur l'île, ce que condamne le gouvernement yéménite, au nom de sa souveraineté sur l'île. Le 13 mai, des troupes saoudiennes débarquent à leur tour, à la demande du gouvernement yéménite pour former ses troupes, puis les deux forces se retirent au profit de l'armée gouvernementale dès le lendemain 14 mai.
En mai 2019, le gouvernement yéménite a accusé les Émirats arabes unis de débarquer une centaine de soldats séparatistes à Socotra, ce que les Émirats arabes unis ont nié, creusant un fossé entre les deux alliés nominaux dans la guerre civile au Yémen.
En février 2020, un régiment de l'armée yéménite stationné à Socotra s'est rebellé et a prêté allégeance au Conseil de transition du Sud séparatiste soutenu par les Émirats arabes unis à Socotra, renonçant au gouvernement de Abdrabbo Mansour Hadi soutenu par l'ONU.
Depuis 2021, un aérodrome militaire, dont l'appartenance n'est revendiquée par aucun pays, est en cours de construction sur Abd al Kuri.

## Protection
L'archipel de Socotra est inscrit sur la liste du patrimoine mondial de l'Unesco depuis 2008 en raison de ses écosystèmes et de sa biodiversité, le tiers des espèces animales et végétales étant endémiques à l'archipel.

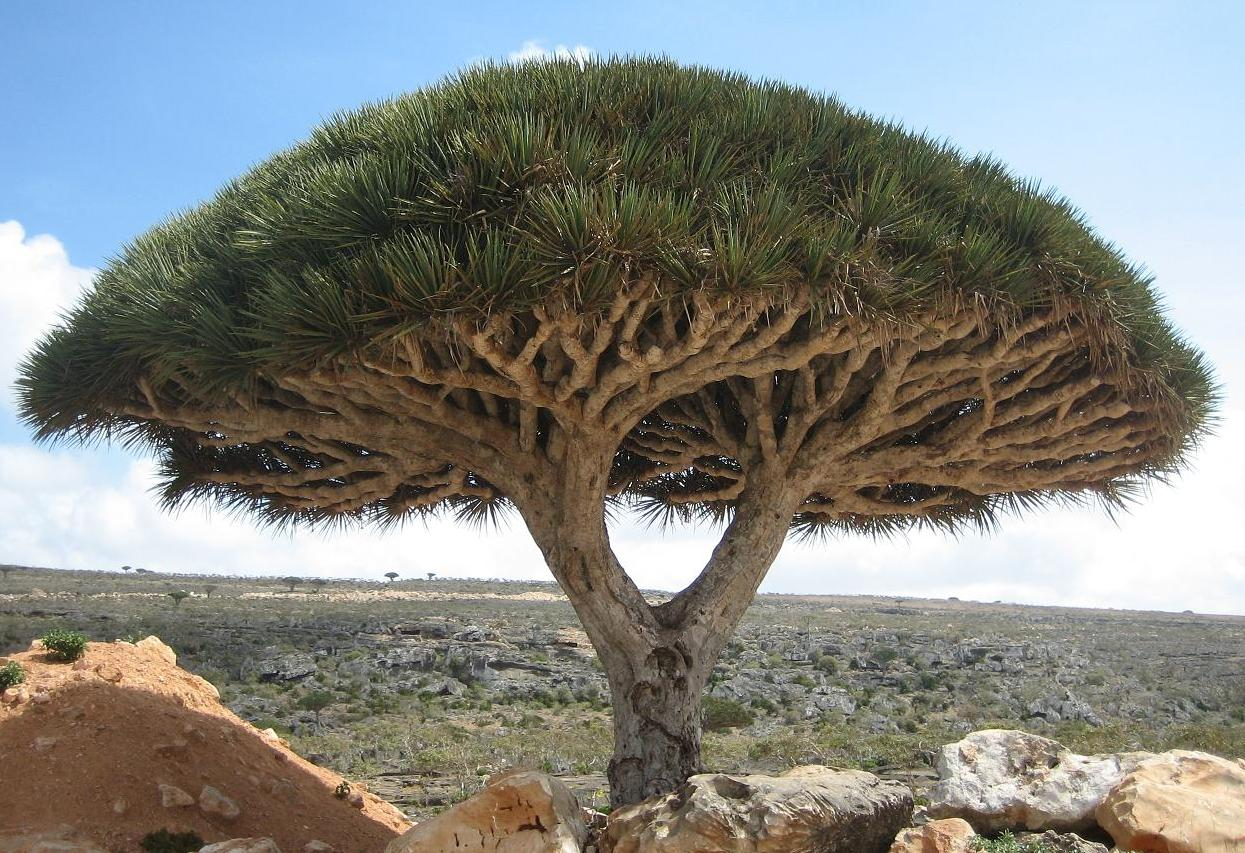
Dragonnier de Socotra sur les plateaux de Socotra.